# Al-Furatayn
Al-Furatayn partiet (arabiska: تيار الفراتين) är ett politiskt parti i Irak som grundades 2019 av Mohammed Shia' Al Sudani.
Partiet styr regeringen i Irak sedan 27 oktober 2022. Under dess styre har Irak genomgått   flera grad av reformer, ekonomisk liberalisering och modernisering av infrastruktur. Al Sudani beordrade byggandet av nya vägar, broar, parker, fastigheter, skyskrapor vilket lockade utländska investeringar och turister främst från gulfstaterna. Partiet har nära band med Iran, Qatar, Förenade Arabemiraten och starkt stöd bland shia araber och kurder.